# Carole Facal

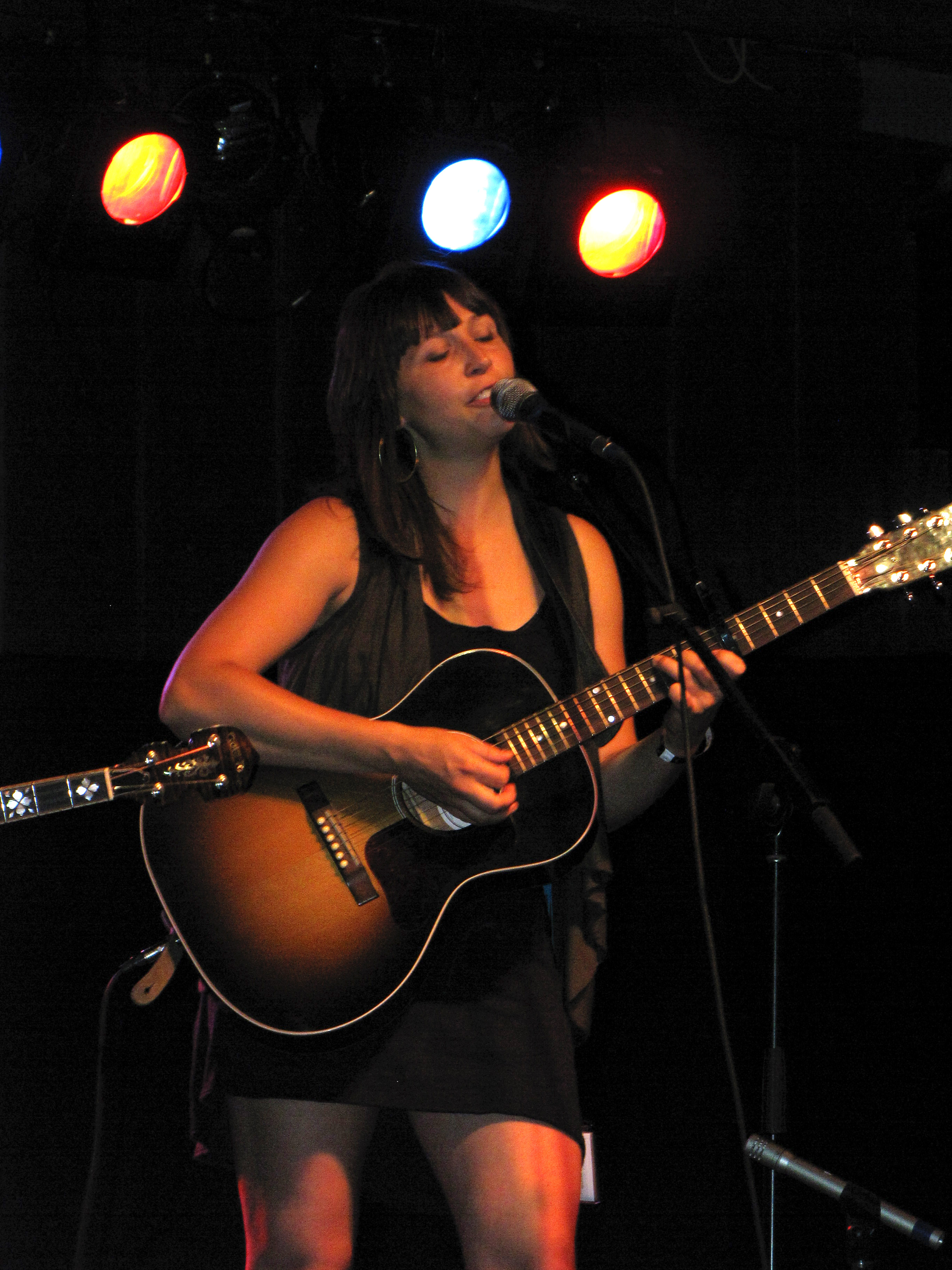
Carole Facal 2010

Carole Facal (geboren in Sherbrooke/Kanada; bekannt unter ihrem Künstlernamen Caracol) ist eine kanadische Singer-Songwriterin aus Québec. Die Indie-Pop-Musikerin trat auf und veröffentlichte zunächst überwiegend in französischer Sprache, was sich erst 2013 mit dem Album Shiver änderte, das mit englischen Songtexten erschien.

## Leben
Facal ist die Tochter eines uruguayischen Vaters und einer schweizerischen Mutter. Sie wuchs in der Großstadt Sherbrooke in Québec auf. Ihr älterer Bruder ist der rechtsliberale Parti Québécois-Politiker Joseph Facal. Sie bekam in der Kindheit klassischen Geigenunterricht und war immer sehr sportlich. Mit 17 Jahren entschied sie sich, nach British Columbia zu ziehen, um dort insgesamt sieben Jahre lang professionell als Snowboard-Artistin zu leben. Dort kaufte sie sich auch eine Gitarre und begann eigene Musik und Liedtexte zu komponieren. Als die Sportkarriere nicht mehr funktionierte und langweilig wurde, besann sie sich zurück auf die Musik. Sie schloss sich zunächst der Reggae-Band Kaliroots an, gründete dann 1998 mit der Musikerin Dorianne Fabreg (Doba) das Musik-Duo DobaCaracol. Beide trugen zeitweilig Dreadlocks. Der Duo-Name ist eine Fusion aus beider Bühnennamen. Sie schufen zusammen einen perkussiv betonten Weltmusik-Sound, brachten zwei erfolgreiche Alben heraus, Le Calme Son (2001) und Soley (2004) und tourten international in Europa und nach Asien. Soley verkaufte weltweit mehr als 100.000 Tonträger, bekam in Kanada Gold-Status und gewann einen Félix Award in Québec. Im Herbst 2007 machten sie eine große Deutschlandtournee mit vierzehn Konzerten in fünfzehn Tagen.
Als DobaCaracol 2007 an persönlichen und künstlerischen Meinungsverschiedenheiten zerbrach, begann Carole Facal an ihrem ersten Soloalbum zu arbeiten. Das erschien 2008 unter dem Namen L'arbre aux parfums (Der Baum der Wohlgerüche). Das Album ist eine Mixtur aus Reggae, Rocksteady und weiteren musikalischen Einflüssen. Es bekam eine Nominierung für den kanadischen Musikpreis Juno in der Kategorie Francophone Album des Jahres. Im Dezember 2009 wurde sie als Vorgruppe für Serena Ryder auf einer Tournee für Atlantic Canada gebucht. Eine Europa-Tournee (Frankreich, Belgien, Schweiz), finanziert aus Preisgeldern des Vorjahrs, folgte im März 2010.
Ihr 2011er Album hieß Blanc mercredi (Weißer Mittwoch), gefolgt von einem weiteren Album namens Shiver 2013, ihrem ersten in englischer Sprache. Mit dem Album Blanc mercredi tourte sie im Sommer 2011 als Solo-Künstlerin durch Deutschland, Österreich und die Schweiz, Osteuropa und Skandinavien. 2014 gab es eine Single Sabres, im Jahr 2017 zwei neue Singles Escaliers dorés (vergoldete Treppen) und Les yeux transparents (Die durchsichtigen Augen), sowie ein Stück namens Saint-Sauveur auf der Kompilation Nos forêts chantées (Unsere besungenen Wälder). Im Folgejahr kam eine EP namens Les yeux transparents. Zwischenzeitlich verdiente sich Facal ihren Lebensunterhalt als Tontechnikerin in der Filmmusikproduktion.
Am 2. November 2018 brachte Caracol ein neues Album namens Symbolism mit zwölf neuen Liedern heraus, produziert von Joey Waronker (Beck, Atoms for Peace) aus Los Angeles. Am 7. März 2019 kam als Single-Auskopplung daraus Hourglass heraus sowie am 7. April 2019 Classic Movie (featuring Twigg).
Mit ihrem damaligen Lebensgefährten und Musikproduzenten Sébastien Blais-Montpetit hat sie ein Kind.
Carole Facal lebt seit langem in Montréal.

## Diskografische Hinweise
Alben
- DobaCaracol: Le Calme Son (2001)
- DobaCaracol: Soley (2004) (CA: Gold)
- L'arbre aux parfums (2008)
- Blanc mercredi (2011)
- Shiver (2013)
- Symbolism (2018)

EP
- Les yeux transparents (2017)

## Auszeichnungen
- 2005: Félix Award (zusammen mit Dorianne Fabreg aka Doba) für das Album Soley
- 2009: Prix des diffuseurs européens Sodec/RIDEAU
- 2009: Prix Miroir de l’Artiste d’Ici des Festival d’été de Québec
- 2009: Nominierung bei den Juno Awards Rubrik Album francophone de l’année für das Album L'arbre aux parfums

## Belege
1. 1 2 3  Symbolism by Caracol AKA: Carole Facal, Rezension zum Album auf genius.com, abgerufen am 28. November 2019.
2. ↑  Top 10 in Quebec and Top 40 in Canada, franco-fete.ca Juni 2011, abgerufen am 28. November 2019.
3. ↑  Web-Archive 2. März 2012 zu Caracol, abgerufen am 28. November 2019.
4. ↑  Julie Rheaume: “Caracol: A busy year 2009”, 14. August 2009, Archiv-Bericht abgerufen am 28. November 2019.
5. ↑  Caracol-Tournee 2011, abgerufen am 28. November 2019.
6. ↑  Albums et singles de Caracol: Symbolism, palmaresadisq.ca 2018-11-02, abgerufen am 28. November 2019.
7. 1 2  Caracol lance Blanc mercredi - Des jours plus lumineux, Le Devoir vom 21. Oktober 2011, abgerufen am 27. November 2019.

| Personendaten    | Personendaten                  |
| ---------------- | ------------------------------ |
| NAME             | Facal, Carole                  |
| ALTERNATIVNAMEN  | Caracole (Künstlername)        |
| KURZBESCHREIBUNG | kanadische Singer-Songwriterin |
| GEBURTSDATUM     | zwischen 1980 und 1989         |
| GEBURTSORT       | Sherbrooke                     |